# Conflitto a bassa intensità
Per conflitto a bassa intensità (conosciuto anche con l'acronimo in lingua inglese LIC, ovvero low intensity conflict) s'intende l'uso di forza militare applicata selettivamente e in modo limitato. La prima definizione in tal senso sembrerebbe attribuibile al generale britannico Frank Kitson, e risalirebbe al 1971.

## Caratteri generali
Con questa espressione si indica il dispiegamento e l'uso di truppe e/o risorse in situazioni diverse dalla guerra. Questa locuzione può essere impiegata per descrivere conflitti in cui almeno una delle parti in lotta si attiene a siffatti parametri, tuttavia secondo talune opinioni, come quella di Noam Chomsky il ricorso a tali pratiche sarebbe assimilabile a terrorismo.
Nelle prime fasi, buona parte dell'azione militare è "morbida" - lavorando in sinergia con le autorità civili nelle operazioni psicologiche, propaganda, contro-organizzazione, cosiddetto "cuori e menti". Se il conflitto procede, eventualmente arrivando allo scontro armato, il ruolo si aggiorna comprendendo identificazione e rimozione dei gruppi armati - ma ancora, a basso livello: comunità piuttosto che intere città.
In tutta l'estensione fenomenologica del LIC si riscontra una necessità generale che le forze armate agiscano in modo a loro non congeniale, a cui non sono ben addestrate - poiché lavoro di polizia, omicidi mirati, arresti, interrogatori e violazioni dei diritti umani non sono oggetto di particolare addestramento delle forze armate ordinarie e perciò spesso si accompagnano a torture violente, errori ed uccisioni non necessarie.

## Gli elementi

### Le Armi
Nel rispetto alla guerra convenzionale, le forze armate impiegate operano con un ritmo grandemente ridotto, organici inferiori, un ridotto "ventaglio" di equipaggiamenti tattici e finalità più modeste.
Per esempio, il ricorso alla guerra aerea, fondamentale nella guerra moderna, è spesso relegato a funzioni "ancillari" di trasporto e sorveglianza. L'artiglieria non viene generalmente adoperata se il LIC si dispiega in aree popolate. Il ruolo delle forze armate è in funzione dello stadio raggiunto dall'insurrezione, a seconda che sia già sfociata in aperto conflitto armato, o sia ancora fermo ad un'iniziale fase di propaganda e protesta.

### L'Intelligence
La raccolta di informazioni è essenziale per un'efficace conduzione.
La raccolta di informazioni elettronica, ELINT e SIGINT, si dimostra largamente infruttuosa contro avversari "a bassa intensità". Il LIC, al contrario, generalmente richiede soprattutto metodi di HUMINT, in cui l'intervento umano (spionaggio tradizionale) postula un elevato dispendio di risorse operative.

## Ambito di applicazione
L'uso limitato di forze militari ha la sua ragione nell'imporre l'osservanza di determinazioni o obiettivi del corpo politico che dispone delle forze armate.
Generalmente si tratta di operazioni contro "non-stati" (entità diverse dallo stato, o non riconosciute come tali), e sono classificate come controinsurrezionali, antisovversive, e di peacekeeping.

## Nella dottrina militare

### US Army Field Manual
Nello US Army Field Manual, documento ufficiale statunitense, è contenuta la seguente definizione: